# Dialetti hokkien
I dialetti hokkien (cinese tradizionale: 福佬話; cinese semplificato: 福佬话; pinyin: Fúlǎohuà; Pe̍h-ōe-jī: Hō-ló-oē, ), detti anche dialetti quanzhang (泉漳片S, quánzhāng piànP) o Quanzhou–Zhangzhou (BP: Zuánziū–Ziāngziū) sono un gruppo di dialetti mutuamente intelligibili della lingua min nan, parlati da molti Cinesi d'oltremare in tutto il Sud-est asiatico nonché a Taiwan.
Hanno avuto origine dallo stesso dialetto nel Fujian meridionale; tra i dialetti hokkien ci sono il dialetto taiwanese e il dialetto amoy. Sono inoltre strettamente imparentati con il dialetto teochew, benché la mutua comprensione sia difficile, e un po' più lontanamente imparentati con il dialetto hainanese.

## Nomi
Il termine hokkien di per sé stesso non è usato in cinese in quanto non sarebbe diverso dal nome della provincia del Fujian, che nella lingua locale si chiama appunto Hokkien. Nella linguistica cinese, questi dialetti sono conosciuti mediante la loro classificazione sotto la Divisione di Quanzhang (cinese: 泉漳片; pinyin: Quánzhāng piàn) del min nan, che deriva dai primi caratteri dei due principali centri urbani dell'Hokkien (Fujian), Quanzhou e Zhangzhou. La lingua è nota anche con altri termini come il più generale min nan (cinese tradizionale: 閩南語, 閩南話; cinese semplificato: 闽南语, 闽南话; pinyin: Mǐnnányǔ, Mǐnnánhuà; Pe̍h-ōe-jī: Bân-lâm-gí, Bân-lâm-oē) o min meridionale, e Fulaohua (cinese tradizionale: 福佬話; cinese semplificato: 福佬话; pinyin: Fúlǎohuà; Pe̍h-ōe-jī: Hō-ló-oē).

## Distribuzione geografica
L'hokkien si originò nella regione meridionale della provincia di Fujian, un importante centro per il commercio e la migrazione, e si è da allora diffuso al di là della Cina, essendo una delle più comuni lingue cinesi all'estero.
Una forma di hokkien affine a quella parlata nel Fujian meridionale si parla anche a Taiwan, dov'è conosciuta con il nome Tâi-oân-oē o Hō-ló-oē. Il gruppo etnico per il quale l'hokkien è considerato la lingua nativa è quello degli Holo o Hoklo, la principale etnia di Taiwan. La corrispondenza tra lingua ed etnia non è assoluta, in quanto alcuni Hoklo hanno una conoscenza limitata dell'hokkien, mentre alcuni non Hoklo sono fluenti nel dialetto.
Ci sono molti parlanti hokkien tra i Cinesi d'oltremare nell'Asia Sud-orientale come pure negli Stati Uniti. Molti emigranti di etnia cinese nella regione erano Hoklo dal Fujian meridionale, e portarono la lingua in quelle che sono oggi la Birmania (Myanmar), l'Indonesia (le ex Indie Orientali Olandesi), la Malaysia e Singapore (in precedenza Malesia Britannica e Stabilimenti dello Stretto). Molti dei dialetti hokkien di questa regione sono estremamente simili al taiwanese e all'amoy. L'hokkien è, stando a quel che si dice, la lingua nativa del 98,5% dei Sinofilippini nelle Filippine, tra i quali è noto localmente come Lan-nang o Lán-lâng-oē ("La lingua del nostro popolo"). I parlanti hokkien formano il maggiore gruppo di Cinesi in Singapore, Malesia e Indonesia.

## Classificazione
Il Fujian meridionale è la patria di tre dei principali dialetti hokkien. Essi sono conosciuti con il nome delle località geografiche alle quali corrispondono (Elencate da nord a sud):
- Zuánziū (Chinchew / Quanzhou) (泉州)
- Êbbńg (Amoy / Xiamen) (廈門)
- Ziāngziū (Changchew / Zhangzhou) (漳州)

Poiché Amoy è la principale città del Fujian meridionale, il suo dialetto è considerato il più importante, o addirittura la varietà di prestigio. Il dialetto di Amoy è un ibrido dei dialetti di Quanzhou e Zhangzhou. Amoy e il dialetto di Amoy hanno giocato un ruolo influente nella storia, specialmente nelle relazioni tra le nazioni occidentali e la Cina, e questo idioma era uno dei più frequentemente studiati fra tutte le lingue/dialetti cinesi dagli Occidentali nella seconda metà del XIX secolo e il principio del XX secolo.
Le varianti parlate a Taiwan sono simili alle varianti del Fujian, e sono note collettivamente come taiwanese. Il taiwanese è usato dalla maggioranza della popolazione e possiede molta importanza da una prospettiva socio-politica, formando il secondo (e oggi forse il più significativo) polo della lingua hokkien. Anche le varianti dell'hokkien nel Sud-est asiatico, compreso l'hokkien singaporiano, traggono origine da quelle del Fujian.

## Storia
Le varianti dei dialetti hokkien possono essere rintracciate in due fonti d'origine: Quanzhou e Zhangzhou. Sia l'amoy che il taiwanese sono basati su un miscuglio dei dialetti di Quanzhou e Zhangzhou, mentre il resto dei dialetti hokkien parlati in Asia sud-orientale sono o derivati da Quanzhou e Zhangzhou, o basati su un miscuglio di entrambi i dialetti.

### Quanzhou
Durante il periodo dei Tre Regni dell'antica Cina, c'era guerra costante in corso nella Pianura Centrale della Cina. Gli abitanti del Nord cominciarono a entrare nella regione del Fujian, facendo sì che la regione incorporasse parti dei dialetti cinesi settentrionali. Tuttavia, la massiccia migrazione dei Cinesi Han settentrionali nella regione del Fujian avvenne principalmente dopo il disastro di Yongjia. La corte Jìn fuggì dal nord al sud, facendo spostare grandi numeri di Cinesi Han nella regione del Fujian. Questo portò il cinese antico — parlato nella Pianura Centrale della Cina dall'era preistorica al III secolo d.C. — nel Fujian. Questo evolse gradualmente nel dialetto di Quanzhou.

### Zhangzhou
Nel 677 (durante il regno dell'imperatore Gao Zong), Cheng Zheng (陳政), insieme a suo figlio Chen Yuanguang (陳元光), guidò una spedizione militare per pacificare la ribellione nel Fujian. Si stabilirono nel Zhangzhou e portarono nel Zhangzhou la fonologia del cinese medio della Cina settentrionale durante il VII secolo; nell'885 (durante il regno dell'imperatore Xi Zong), i due fratelli Wang Chao (王潮) e Wang Shenzhi (王審知), guidarono una forza di spedizione militare per pacificare la ribellione di Huang Chao. Anch'essi portarono nel Zhangzhou la fonologia del cinese medio parlato comunemente nella Cina settentrionale. Queste due ondate di migrazioni dal nord portarono generalmente le lingue del cinese medio settentrionali nella regione del Fujian. Questo poi evolse gradualmente nel dialetto del Zhangzhou.

### Xiamen
Il dialetto di Xiamen, a volte noto come amoy, è il principale dialetto parlato nella città cinese di Xiamen e nelle regioni circostanti di Tong'an e Xiang'an, entrambe le quali sono ora incluse nell'area della Grande Xiamen. Questo dialetto si sviluppò alla fine della dinastia Ming, quando Xiamen stava soppiantando sempre di più la posizione di Quanzhou come principale porto di scambio della Cina sud-orientale. I mercanti di Quanzhou cominciarono a viaggiare verso sud a Xiamen per condurre i loro affari, mentre i contadini di Zhangzhou cominciarono a viaggiare verso nord a Xiamen in cerca di opportunità di lavoro. È in questo periodo che sorse il bisogno di una lingua comune. Le varietà di Quanzhou e Zhangzhou sono simili in molti modi (come si può vedere dal loro comune luogo d'origine a Luoyang nell'Henan), ma a causa di differenze negli accenti, la comunicazione può essere un problema. Gli uomini d'affari di Quanzhou consideravano la loro parlata l'accento di prestigio e quella di Zhangzhou un dialetto di paese. Nel corso dei secoli, si ebbe un livellamento dei dialetti e le due parlate si mescolarono per produrre il dialetto amoy.

### Classici di linguistica dell'hokkien
Gli studiosi cinesi dei tardi Ming e Qing avevano studiato sistematicamente i dialetti hokkien di quei tempi e compilato numerosi libri di linguistica cinese sull'hokkien. Questi includono La fonologia della parlata di Quanzhou (彙音妙悟) di Huang Qian (黃謙), La fonologia della parlata comune di Zhangzhou (彙集雅俗通十五音) di Xie Xiulan (謝秀嵐) ecc.

## Fonologia
L'hokkien ha una delle fonologie più diversificate tra le lingue cinesi, con più consonanti del mandarino standard o del cantonese. Le vocali sono più o meno simili a quelle del mandarino standard. I dialetti hokkien conservano molte pronunce che non si trovano più in altri dialetti cinesi. Queste comprendono la conservazione dell'iniziale /t/, che è ora /tʂ/ (pinyin zh) in mandarino (ad es. "bambù" 竹 è tik, ma zhú in mandarino), essendo scomparse prima del VI secolo negli altri dialetti cinesi.

### Iniziali
Il min meridionale ha iniziali consonantiche aspirate, non aspirate oltre che sonore. Questa distinzione rende il min meridionale uno dei dialetti più ardui da imparare per i parlanti non nativi. Per esempio, le parole per aprire e chiudere (khui (開) vs. kuiⁿ (關)) una porta hanno la stessa vocale ma differiscono soltanto per l'aspirazione dell'iniziale e la nasalità della vocale. In aggiunta, il min meridionale ha consonanti iniziali labiali come la m in m̄-sī (毋是) (che significa "non è").
Un altro esempio dal taiwanese è "ragazzo" (cha-po·-kiáⁿ, 查埔囝) vs. "ragazza" (cha-bó·-kiáⁿ, 查某囝), che differiscono nella seconda sillaba per la sonorizzazione della consonante e per il tono.

### Finali
Diversamente dal mandarino, il min meridionale conserva tutte le consonanti finali del cinese medio. Mentre il mandarino preserva soltanto le finali n e ŋ, il min meridionale preserva le finali m, p, t e k e ha sviluppato la ʔ (colpo di glottide).

### Vocali
|                     | Anteriori                 | Quasi anteriori           | Centrali                  | Quasi posteriori          | Posteriori                |
| Chiuse              | \| i (y)ɨu eo (ɤ)əɛɔɐa \| | \| i (y)ɨu eo (ɤ)əɛɔɐa \| | \| i (y)ɨu eo (ɤ)əɛɔɐa \| | \| i (y)ɨu eo (ɤ)əɛɔɐa \| | \| i (y)ɨu eo (ɤ)əɛɔɐa \| |
| Quasi chiuse        | \| i (y)ɨu eo (ɤ)əɛɔɐa \| | \| i (y)ɨu eo (ɤ)əɛɔɐa \| | \| i (y)ɨu eo (ɤ)əɛɔɐa \| | \| i (y)ɨu eo (ɤ)əɛɔɐa \| | \| i (y)ɨu eo (ɤ)əɛɔɐa \| |
| Semichiuse          | \| i (y)ɨu eo (ɤ)əɛɔɐa \| | \| i (y)ɨu eo (ɤ)əɛɔɐa \| | \| i (y)ɨu eo (ɤ)əɛɔɐa \| | \| i (y)ɨu eo (ɤ)əɛɔɐa \| | \| i (y)ɨu eo (ɤ)əɛɔɐa \| |
| Medie               | \| i (y)ɨu eo (ɤ)əɛɔɐa \| | \| i (y)ɨu eo (ɤ)əɛɔɐa \| | \| i (y)ɨu eo (ɤ)əɛɔɐa \| | \| i (y)ɨu eo (ɤ)əɛɔɐa \| | \| i (y)ɨu eo (ɤ)əɛɔɐa \| |
| Semiaperta          | \| i (y)ɨu eo (ɤ)əɛɔɐa \| | \| i (y)ɨu eo (ɤ)əɛɔɐa \| | \| i (y)ɨu eo (ɤ)əɛɔɐa \| | \| i (y)ɨu eo (ɤ)əɛɔɐa \| | \| i (y)ɨu eo (ɤ)əɛɔɐa \| |
| Semichiuse          | \| i (y)ɨu eo (ɤ)əɛɔɐa \| | \| i (y)ɨu eo (ɤ)əɛɔɐa \| | \| i (y)ɨu eo (ɤ)əɛɔɐa \| | \| i (y)ɨu eo (ɤ)əɛɔɐa \| | \| i (y)ɨu eo (ɤ)əɛɔɐa \| |
| Aperte              | \| i (y)ɨu eo (ɤ)əɛɔɐa \| | \| i (y)ɨu eo (ɤ)əɛɔɐa \| | \| i (y)ɨu eo (ɤ)əɛɔɐa \| | \| i (y)ɨu eo (ɤ)əɛɔɐa \| | \| i (y)ɨu eo (ɤ)əɛɔɐa \| |
| i (y)ɨu eo (ɤ)əɛɔɐa |                           |                           |                           |                           |                           |

### Toni
In generale, i dialetti hokkien hanno da 7 a 9 toni, e il sandhi tonale è esteso. Ci sono varianti minori tra i sistemi tonali di Quanzhou e di Zhangzhou. I toni taiwanesi seguono gli schemi di Amoy o di Quanzhou, a seconda dell'area di Taiwan. Sia l'hokkien di Amoy che quello taiwanese tipicamente hanno 7 toni; il 9º tono si usa soltanto in parole speciali o prese in prestito da lingue straniere. Quello di Quanzhou è il solo dialetto hokkien con 8 toni, di cui è presente il 6º.
| Toni            | Toni              | 平      | 平      | 上      | 上   | 去      | 去      | 入      | 入      |
| Toni            | Toni              | 陰平    | 陽平    | 陰上    | 陽上 | 陰去    | 陽去    | 陰入    | 陽入    |
| Numero dei toni | Numero dei toni   | 1       | 5       | 2       | 6    | 3       | 7       | 4       | 8       |
| 調值            | Xiamen, Fujian    | 44      | 24      | 53      | -    | 21      | 22      | 32      | 4       |
| 調值            | Xiamen, Fujian    | 東 taŋ1 | 銅 taŋ5 | 董 taŋ2 | -    | 凍 taŋ3 | 動 taŋ7 | 觸 tak4 | 逐 tak8 |
| 調值            | Taipei, Taiwan    | 44      | 24      | 53      | -    | 11      | 33      | 32      | 4       |
| 調值            | Taipei, Taiwan    |         | -       |         |      |         |         |         |         |
| 調值            | Tainan, Taiwan    | 44      | 23      | 41      | -    | 21      | 33      | 32      | 44      |
| 調值            | Tainan, Taiwan    |         | -       |         |      |         |         |         |         |
| 調值            | Zhangzhou, Fujian | 34      | 13      | 53      | -    | 21      | 22      | 32      | 121     |
| 調值            | Zhangzhou, Fujian |         | -       |         |      |         |         |         |         |
| 調值            | Quanzhou, Fujian  | 33      | 24      | 55      | 22   | 41      | 41      | 5       | 24      |
| 調值            | Quanzhou, Fujian  |         | -       |         |      |         |         |         |         |

## Comparazione
Il dialetto di Amoy (Xiamen) è un ibrido dei dialetti di Quanzhou e di Zhangzhou. Anche il taiwanese è un ibrido di questi due dialetti. Il taiwanese nella Taiwan settentrionale tende ad essere basato sulla varietà di Quanzhou, mentre il taiwanese parlato nella Taiwan meridionale tende ad essere basato su quella di Zhangzhou. Ci sono variazioni minori nella pronuncia e nel vocabolario tra i dialetti di Quanzhou e di Zhangzhou. La grammatica è generalmente la stessa. In più, il taiwanese include parecchie dozzine di prestiti linguistici dal giapponese nonché dalle lingue aborigene taiwanesi. D'altro canto, le varianti parlate a Singapore e in Malaysia hanno un sostanziale numero di parole prese in prestito dal malese e, in misura minore, dall'inglese e da altri dialetti cinesi come quello teochew, strettamente imparentato, e alcuni dialetti cantonesi.

### Mutua intelligibilità
Il dialetto di Quanzhou, quello di Xiamen, quello di Zhangzhou, il taiwanese e l'hokkien singaporiano sono mutuamente intelligibili.
Le varietà min nan del teochew e dell'amoy sono per l'84% foneticamente simili e per il 34% lessicalmente simili, mentre il mandarino e il min nan amoy sono per il 62% foneticamente simili e per il 15% lessicalmente simili. In confronto, il tedesco e l'inglese sono per il 60% lessicalmente simili.

## Grammatica
I dialetti hokkien sono analitici; in una frase, l'ordine delle parole è importante per il suo significato. Una frase basilare segue lo schema soggetto-verbo-oggetto (cioè un soggetto è seguito da un verbo e poi da un oggetto), benché questo ordine sia spesso violato perché i dialetti hokkien sono lingue a rilevanza tematica, ossia che organizzano la loro sintassi in modo da enfatizzare la struttura tema-rema della frase. Diversamente dalle lingue sintetiche, raramente le parole indicano il tempo, il genere e il plurale mediante inflessione. Invece, questi concetti sono espressi attraverso avverbi, marcatori aspettuali e particelle grammaticali, o sono dedotti dal contesto. Particelle diverse sono aggiunte a una frase per specificarne ulteriormente lo stato o l'intonazione.
Un verbo di per sé non indica il tempo grammaticale. Il tempo può essere mostrato esplicitamente con avverbi temporali. Esistono certe eccezioni, tuttavia, secondo l'interpretazione pragmatica del significato di un verbo. Inoltre, una particella aspettuale opzionale puàò essere apposta a un verbo per indicare lo stato di un'azione. Apporre particelle interrogative o esclamative a una frase trasforma l'affermazione in una domanda o mostra gli atteggiamenti del parlante.
I dialetti hokkien preservano certi riflessi e schemi grammaticali che ricordano l'ampia fase del cinese arcaico. Questa include la serializzazione dei sintagmi verbali (collegamento diretto dei verbi e dei sintagmi verbali) e l'infrequenza della sostantivazione, entrambe simili alla grammatica del cinese arcaico.
你 (Lí) 去 (khì) 買 (bé) 有 (ū) 錶仔 (ió-á) 無 (bo) ？
Tu-andare-comprare-avere orologio-no (Glossa)
"Sei andato a comprare un orologio?"
Anche la scelta delle parole con funzioni grammaticali varia significativamente tra i dialetti hokkien. Ad esempio, 乞 khit (particella che denota il causativo, il passivo o il dativo) è conservato a Jinjiang (esclusivo del dialetto di Jinjiang è anche 度 thoo) e a Jieyang, ma non a Longxi e a Xiamen, i cui dialetti usano invece 互 (hoo).

### Pronomi
I dialetti hokkien differiscono nella loro scelta dei pronomi preferiti. Ad esempio, mentre il pronome di seconda persona lí (你) è normale nell'hokkien taiwanese, il prestito linguistico teochew lú (汝) è più comune tra le comunità di lingua hokkien del Sud-est asiatico. I pronomi personali plurali tendono ad essere forme nasalizzate di quelli singolari. I pronomi personali che si trovano nei dialetti hokkien sono elencati sotto:
| Persona         | Singolare   | Plurale                                              |
| --------------- | ----------- | ---------------------------------------------------- |
| Prima persona   | 我 góa      | 阮1, 3gún, góan 咱2, 3 or 俺 lán or án 我儂 góa-lâng |
| Seconda persona | 你 lí 汝 lú | 恁 lín 恁儂 lín lâng                                 |
| Terza persona   | 伊 i        | 亻因 in 伊儂 i lâng                                  |

1 Inclusivi
2 Esclusivi
3 儂 (-lâng) è tipicamente suffissato nei dialetti hokkien sud-est asiatici
I pronomi possessivi sono marcati dalla particella ê (的), o dalla sua versione letteraria chi (之). I pronomi plurali sono tipicamente privi di marcatura (la finale nasalizzata funge da indicatore possessivo):
阮 (góan) 翁 (ang) 姓 (sèⁿ) 陳 (Tân)。
"Il cognome di mio marito è Tan."
I pronomi riflessivi sono creati apponendo i pronomi ka-kī, ka-tī (家己) o chū-kí (自己).
I dialetti hokkien usano una varietà di pronomi dimostrativi differenti, che sono i seguenti:
- questo- che (這, 即), chit-ê (這個, 即個)
- quello - he (許, 彼), hit-ê (彼個)
- qui - chia (者), hia/hiâ (遮, 遐), chit-tau 這兜)
- lì - hia (許, 遐), hit-tau (彼兜)

I pronomi e avverbi interrogativi sono:
- che, che cosa - siáⁿ-mih (啥物), sīm-mi̍h (甚麼)
- quando - tī-sî (底時),  kī-sî (幾時), tang-sî (當時), sīm-mi̍h-sî-chūn (甚麼時陣)
- dove - to-lo̍h (倒落), tó-uī (佗位, 叨位)
- chi - siáⁿ-lâng (啥人) or siáⁿ (啥)
- perché - án-chóaⁿ (按怎), khah (盍)
- come - án-chóaⁿ (按怎) lû-hô (如何) chóaⁿ-iūⁿ (怎樣)

### Copula ("essere")
Gli stati e le qualità sono generalmente espressi usando verbi copulativi che non richiedono il verbo "essere":
我 (goá) 腹肚 (pak-tóo) 枵 (iau)。
"Sono affamato." (lett. "io-stomaco-affamato")
Con i complementi sostantivali, il verbo sī (是) funge da verbo "essere".
昨昏 (cha-hng) 是 (sī) 八月節 (peh-go̍eh-cheh)。
"Ieri era il festival di Mezzo Autunno."
Per indicare il luogo, le parole tī (佇) tiàm (踮), teh/leh (咧), che sono note collettivamente come locativi o a volte come coverbi nella linguistica cinese, sono usate per esprimre "(essere) presso":
我 (goá) 踮 (tiàm) 遮 (chia) 等 (tán) 你 (lí)。
"Ti sto aspettando qui."
伊 (i) 這馬 (chit-má) 佇 (tī) 厝 (chhù) 裡 lí 咧 teh 睏 (khùn)。
"Egli sta dormendo in casa ora."

### Negazione
I dialetti hokkien hanno una varietà di particelle di negazione che sono prefissate o affissate ai verbi che modificano. Ci sono cinque particelle di negazione primarie:
1. m̄ (毋, 呣, 唔)
2. bē, buē (袂, 未)
3. mài (莫, 勿)
4. bô (無)
5. put (不) - letterario

Altre particelle negative comprendono:
1. biàu (嫑) - una contrazione di bô iàu (無要), come in biàu-kín (嫑緊)
2. bàng (甭)
3. bián (免)
4. thài (汰)

La particella m̄ (毋, 呣, 唔) è generale e può negare quasi qualsiasi verbo:
伊 (i) 毋 (m̄) 捌 (bat) 字 (jī)。
"Egli non sa leggere." (lett. "egli-non-leggere-parola")
La particella mài (莫, 勿), una concatenazione di m-ài (毋愛), si usa per negare i comandi dell'imperativo:
莫 (mài) 講 (kóng)!
"Non parlare!"
La particella bô (無) indica il tempo passato:
伊 (i) 無 (bô) 食 chia̍h。
"Egli non mangiò."
Il verbo "avere", ū (有), è sostituito da bô (無) quando è negato (non 無有):
伊 (i) 無 (bô) 錢 (chîⁿ)。
"Egli non ha denaro."
La particella put (不) è usata raramente, per la maggior parte si trova in composti e locuzioni letterarie:
伊 (i) 真 (chin) 不孝 (put-hàu)。
"Egli è davvero privo di devozione filiale."

## Vocabolario
La maggior parte del vocabolario hokkien è monosillabica. Molte parole hokkien hanno affini in altre lingue cinesi. Ciò detto, ci sono molte parole indigene che sono esclusive dell'hokkien e non sono potenzialmente di origine sinotibetana, mentre altre sono condivise da tutte le lingue min (ad es. "congee" [brodo o farinata d'avena fatto di riso] è 糜 mê, bôe, bê, non 粥 zhōu, come in altri dialetti).
In confronto al cinese standard, i dialetti hokkien preferiscono l'uso della forma monosillabica delle parole, senza suffissi. Per esempio, il suffisso nominale mandarino 子 (zi) non si trova nelle parole hokkien, mentre un altro suffisso nominale, 仔 (á), si usa in molti sostantivi. Esempi sono di seguito:
- "anatra" - 鸭 ah o 鴨仔 ah-á (SC: 鸭子 yāzi)
- "colore" - 色 sik  (SC: 顏色 yán sè)

In altri morfemi bisillabici, le sillabe sono invertite, il confronto al cinese standard. Gli esempi includono i seguenti:
- "ospite" - 人客 lâng-kheh (SC: 客人 kèrén)
- "piacere" - 歡喜 hoaⁿ-hí (SC: 喜歡 xǐhuan)

In altri casi, la stessa parola può avere diversi significati in hokkien e nel cinese scritto standard. Similmente, a seconda della regione in cui l'hokkien è parlato, i prestiti linguistici da lingue locali (malese, tagalog, birmano, tra le altre), nonché altri dialetti cinesi (come i dialetti cinesi meridionali come il cantonese e il teochew), sono comunemente integrati nel vocabolario dei dialetti hokkien.

### Letture letterarie e colloquiali
L'esistenza di letture letterarie e colloquiali (文白異讀), chiamate tha̍k-im (讀音), è un'importante caratteristica di alcuni dialetti hokkien e in realtà di molte varietà sinitiche nel sud. Il grosso delle letture letterarie (文讀, bûn-tha̍k), basate sulle pronunce del vernacolare durante la dinastia Tang, sono usate principalmente nelle locuzioni formali e nella lingua scritta (per es. concetti filosofici, cognomi e alcuni nomi di luogo), mentre quelle colloquiali (o vernacolari) (白讀, pe̍h-tha̍k) sono usate fondamentalmente nella lingua parlata e nelle locuzioni volgari. Le letture letterarie sono più simili alle pronunce dello standard Tang del cinese medio rispetto ai loro equivalenti colloquiali.
Tuttavia, alcuni dialetti dell'hokkien, come l'hokkien di Penang, favoriscono in modo massiccio favoriscono le letture colloquiali. Ad esempio, nell'hokkien di Penang, i caratteri per "università", 大學, sono pronunciati toā-ȯh (letture colloquiali per entrambi i caratteri), invece della lettura letteraria tāi-hȧk, che è comune nel dialetto taiwanese e in quello cinese continentale.
La divergenza pronunciata tra le pronunce letterarie e colloquiali presenti nei dialetti hokkien è attribuisce alla presenza di parecchi strati nel lessico min. Lo strato più antico, colloquiale si fa risalire alla dinastia Han (206 a.C. - 220 d.C.); il secondo strato colloquiale viene dal periodo delle dinastie del Nord e del Sud (420 - 589 d.C.); il terzo strato delle pronunce (tipicamente quelle letterarie) viene dalla dinastia Tang e si basa sul dialetto di prestigio di Chang'an (moderna Xi'an), la capitale.
Alcuni mutamenti di suoni che si vedono comunemente (colloquiali → letterari) sono i seguenti:
- p- ([p-], [pʰ-]) → h ([h-])
- ch-, chh- ([ts-], [tsʰ-], [tɕ-], [tɕʰ-]) → s ([s-], [ɕ-])
- k-, kh- ([k-], [kʰ-]) → ch ([tɕ-], [tɕʰ-])
- -ⁿ ([-ã], [-uã]) → n ([-an])
- -h ([-ʔ]) → t ([-t])
- i ([-i]) → e ([-e])
- e ([-e]) → a ([-a])
- ia ([-ia]) → i ([-i])

Questa tabella mostra alcuni caratteri ampiamente usati nell'hokkien che hanno sia letture letterarie che colloquiali:
| Parola         | Lettura    | Lettura      | Parola       | Lettura    | Lettura     |
| Parola         | Letteraria | Colloquiale  | Parola       | Letteraria | Colloquiale |
| -------------- | ---------- | ------------ | ------------ | ---------- | ----------- |
| 白 "bianco"    | pek        | pèh          | 返 "ritorno" | hoán       | tńg         |
| 面 "volto"     | biān       | bīn          | 學 "scuola"  | ha̍k        | o̍h          |
| 書 "libro"     | su         | chu          | 人 "persona" | jîn, lîn   | lâng        |
| 生 "vita"      | seŋ        | seⁿ, siⁿ     | 少 "pochi"   | siáu       | chió        |
| 明 "brillante" | bîng, bêng | bîn, mê, miâ | 轉 "svolta"  | choán      | tńg         |

Questa caratteristica si estende ai numerali cinesi, che hanno sia letture letterarie sia colloquiali. Le letture letterarie sono usate tipicamente quando i numerali sono letti ad alta voce (ad es. i numeri telefonici), mentre le letture colloquiali sono usate per contare le voci.
| Numerale | Lettura    | Lettura     | Numerale | Lettura    | Lettura     |
| Numerale | Letteraria | Colloquiale | Numerale | Letteraria | Colloquiale |
| -------- | ---------- | ----------- | -------- | ---------- | ----------- |
| 〇       | 空 khòng   | 零 lîng     |          |            |             |
| 一       | it         | chit        | 六       | lio̍k       | la̍k         |
| 二       | jī, lī     | nn̄g, nō͘     | 七       | chhit      | chhit       |
| 三       | sam        | saⁿ         | 八       | pat        | peh, pueh   |
| 四       | sù, sɨ     | sì          | 九       | kiú        | káu         |
| 五       | ngō        | gō          | 十       | si̍p        | cha̍p        |

### Differenze semantiche tra l'hokkien e il mandarino
Solo poche parole dalla varietà del cinese antico parlata nello stato di Wu (dove ebbe origine la lingua ancestrale delle famiglie dei dialetti min e wu, che fu probabilmente influenzata dal cinese parlato nello stato di Chu, esso stesso non fu fondato da parlanti cinesi), e anche parole successive dal cinese medio, hanno conservato i significati originali nell'hokkien, mentre molti dei loro corrispondenti in lingua mandarina sono usciti dall'uso quotidiano, o sono stati sostituiti con altre parole (alcune delle quali sono prese in prestito da altre lingue, mentre altre sono nuovi sviluppi), o hanno sviluppato significati più nuovi. Lo stesso può essere detto anche dell'hokkien, poiché alcuni significati lessicali si evolsero di pari passo con il mandarino, mentre altri sono sviluppi totalmente innovativi.
Questa tabella mostra alcune parole dialettali hokkien dal cinese classico, in contrasto con lo standard cinese scritto, il mandarino:
| Significato           | Hokkien   | Hokkien   | Mandarino | Mandarino |
| Significato           | Hanji     | POJ       | Hanzi     | Pinyin    |
| --------------------- | --------- | --------- | --------- | --------- |
| occhio                | 目睭/目珠 | ba̍k-chiu  | 眼睛      | yǎnjīng   |
| bacchette per il cibo | 箸        | tī, tū    | 筷子      | kuàizi    |
| cacciare              | 逐        | jiok, lip | 追        | zhuī      |
| bagnato               | 潤        | jūn, lūn  | 濕        | shī       |
| nero                  | 烏        | o͘         | 黑        | hēi       |
| libro                 | 冊        | chheh     | 書        | shū       |

Per altre parole, i significati cinesi classici di certe parole, che sono conservati nei dialetti hokkien, si sono evoluti significativamente in altri dialetti cinesi. La seguente tabella mostra alcune parole che sono usate sia nei dialetti hokkien che nel cinese mandarino, mentre i significati in cinese mandarino si sono modificati:
| Parola | Hokkien | Hokkien                         | Mandarino | Mandarino             |
| Parola | POJ     | Significato (e cinese classico) | Pinyin    | Significato           |
| ------ | ------- | ------------------------------- | --------- | --------------------- |
| 走     | cáu     | fuggire                         | zǒu       | camminare             |
| 細     | sè, suè | minuscolo, piccolo, giovane     | xì        | sottile, snello       |
| 鼎     | tiáⁿ    | vaso                            | dǐng      | tripode               |
| 食     | chia̍h   | mangiare                        | shí       | cibo                  |
| 懸     | kuân    | alto                            | xuán      | appendere, sospendere |
| 喙     | chhuì   | bocca                           | huì       | becco                 |

### Parole dal minyue
Alcune parole comunemente usate, condivise da tutte le lingue min, vennero dalle antiche lingue minyue. Tali parole comprendono i seguenti esempi (confrontati con il dialetto fuzhou, una lingua min dong:
| Parola | Hokkien POJ    | Foochow romanizzato  | Significato                                 |
| ------ | -------------- | -------------------- | ------------------------------------------- |
| 骹     | kha ([kʰa˥])   | kă ([kʰa˥])          | piede e gamba                               |
| 囝     | kiáⁿ ([kiã˥˩]) | giāng [kiaŋ˧]        | figlio, bambino, cucciolo, piccola quantità |
| 睏     | khùn [kʰun˨˩]  | káung [kʰɑuŋ˧]       | dormire                                     |
| 骿     | phiaⁿ [pʰiã˥]  | piăng [pʰiaŋ˥]       | schiena, dorso                              |
| 厝     | chhù [tsʰu˨˩]  | chuó, chió [tsʰuɔ˥˧] | casa                                        |
| 刣     | thâi [tʰai˨˦]  | tài [tʰai˥˧]         | uccidere, massacrare                        |

1 lâng è ora tipicamente rappresentata da 人 (lettura letteraria jîn).

### Prestiti linguistici
I prestiti linguistici non sono insoliti tra i dialetti hokkien, in quanto i parlanti adottarono prontamente termini indigeni delle lingue con cui vennero a contatto. Come risultato, vi è una pletora di prestiti linguistici che non suono mutuamente comprensibili tra i dialetti hokkien.
L'hokkien taiwanese, come risultato del contatto linguistico con il giapponese e con le lingue aborigene, contiene molti prestiti da queste lingue. Tra gli altri si possono citare i seguenti esempi:
- "bagno" - 便所 piān-só·, dal giapponese 便所 benjo
Altre varianti hokkien: 屎礐 (sái-ha̍k), 廁所 (chhek-só͘)
- "automobile" - 自動車 chū-tōng-chhia, dal giapponese 自動車 jidōsha
Altre varianti hokkien: 風車 (hong-chhia), 汽車 (khì-chhia)
- "ammirare" - 感心 kám-sim, dal giapponese 感心 kanshin
Altre varianti hokkien: 感動 (kám-tōng)
- "ananas" - 王梨 ông-lâi, dall'aborigeno onrai[17]
Altre varianti hokkien: 鳳梨/鳳萊 (hōng-lâi), 黃梨 (hông-lâi)

I dialetti dell'hokkien taiwanese e dell'hokkien malese come l'hokkien di Penang tendono a trarre prestiti linguistici dal malese, dall'inglese nonché da altri dialetti cinesi, primariamente il teochew. Gli esempi includono:
- "ma" - tapi, dal malese
Altre varianti hokkien: 但是 (tān-sī）
- "dottore" - 老君 lu-gun, dal malese dukun
Altre varianti hokkien: 醫生(i-sing)
- "mercato" - 巴刹 pa-sat, dal malese pasar
Altre varianti hokkien: 市場 (chhī-tiûⁿ)
- "essi" - 伊儂 i lâng dal teochew (i1 nang5)
Altre varianti hokkien: (亻因) (in)
- "insieme" - 做瓠 chò-bú dal teochew 做瓠 (jo3 bu5)
Altre varianti hokkien: 做夥 (chò-hóe), 同齊 (tâng-chê) o 鬥陣 (tàu-tīn).

## Hokkien standard
Dopo la Guerra dell'oppio nel 1842, Xiamen (Amoy) divenne uno dei maggiori "porti dei trattati" a essere aperti al commercio con il mondo esterno. Dalla metà del XIX secolo in avanti, Xiamen si sviluppò lentamente fino a diventare il centro politico, economico e culturale della regione di lingua hokkien della Cina. Questo fece sì che il dialetto amoy diventasse gradualmente l'"hokkien standard di prestigio", sostituendo così la posizione delle varianti dialettali di Quanzhou e di Zhangzhou. Ancora oggi, esso viene considerato come il dialetto rappresentativo dell'hokkien standard. Dalla metà del XIX secolo fino alla fine della Seconda guerra mondiale, i diplomatici occidentali di solito imparavano l'hokkien amoy come il dialetto preferito se dovevano comunicare con la popolazione di lingua hokkien in Cina o in Asia sud-orientale. Negli anni 1940 e 1950, anche Taiwan riteneva l'hokkien di Amoy come il suo standard e tendeva a orientarsi verso di esso.
Tuttavia, dal 1980 in poi, lo sviluppo dell'industria dell'intrattenimento e dei media in lingua hokkien a Taiwan fecero sì che il fulcro culturale hokkien si spostasse da Xiamen a Taiwan. La fiorente industria hokkien dell'intrattenimento e dei media di Taiwan negli anni 1990 e nei primi anni del XXI secolo condusse Taiwan a emergere come il nuovo importante fulcro della cultura di lingua hokkien.
Negli anni 1990, segnati dalla liberalizzazione dello sviluppo linguistico e dal movimento per la madrelingua a Taiwan, l'hokkien taiwanese aveva subito un'accelerazione nel suo sviluppo. Nel 1993, Taiwan divenne la prima regione al mondo a implementare l'insegnamento dell'hokkien taiwanese nelle scuole. In 2001, il programma locale di lingua taiwanese fu ulteriormente esteso a tutte le scuole di Taiwan, e l'hokkien taiwanese diventò una delke lingue locali taiwanesi obbligatorie da imparare nelle scuole. Il movimento per la madrelingua a Taiwan influenzò perfino Xiamen (Amoy) al punto che, nel 2010, anche Xiamen incominciò ad attuare l'insegnamento del dialetto hokkien nelle sue scuole. Nel 2007, il Ministero dell'istruzione di Taiwan completò anche la standardizzazione dei caratteri cinesi usati per scrivere l'hokkien e sviluppò il Tai-lo come la guida alla pronuncia e alla romanizzazione dell'hokkien standard. Numerose università di Taiwan offrono anche corsi di laurea per formare i talenti di lingua hokkien per lavorare nell'industria dei media e nell'educazione hokkien. Taiwan ha anche i suoi circoli letterari e culturali hokkien per mezzo dei quali i poeti hokkien compongono su base regolare poesia e letteratura nella loro lingua.
Così, entro il XXI secolo, Taiwan è emersa realmente come uno dei più significativi poli culturali hokkien del mondo. Sebbene l'hokkien di Amoy abbia continuato ad essere considerato come l'"hokkien standard di prestigio" dal punto di vista storico, i cambiamenti storici e lo sviluppo di Taiwan avevano condotto l'hokkien taiwanese a divenire il polo più influente del dialetto hokkien dopo la metà del XX secolo. Oggi, il dialetto di prestigio taiwanese (Taiyu Youshiqiang/Tongxinqiang 台語優勢腔/通行腔), che si basa sulla variante di Tainan e si sente nei media hokkien taiwanesi, è diventato anche una delle principali forme di "hokkien standard" insieme all'amoy.

## Scritture e ortografie

### Scrittura cinese
I dialetti hokkien sono scritti tipicamente usando i caratteri cinesi (漢字, Hàn-jī). Tuttavia, scrittura era e rimane adattata alla forma letteraria, che si basa sul cinese classico, non alla forma vernacolare e parlata. Inoltre, l'inventario dei caratteri usati per il mandarino (cinese scritto standard) non corrisponde alle parole hokkien, e ci sono un grande numero di caratteri informali (替字, thè-jī o thuè-jī; "caratteri sostitutivi") che sono peculiari dell'hokkien (come avviene con il cantonese). Ad esempio, dal 20 al 25% circa dei morfemi taiwanesi mancano di un carattere cinese appropriato o standard.
Mentre la maggior parte dei morfemi hokkien hanno caratteri designati standard, essi non sono sempre etimologici o fono-semantici. Caratteri dal suono o dal significato simile o rari sono comunemente presi a prestito o sostituiti per rappresentare un particolare morfema. Gli esempi includono "bello" (美 bí è la forma letteraria), il cui morfema vernacolare suí è rappresentato da caratteri come 媠 (un carattere obsoleto), 婎 (una lettura vernacolare di questo carattere) e perfino 水 (traslitterazione del suono suí), o "alto" (高 ko è la forma letteraria), il cui morfema kuân è 懸. Le comuni particelle grammaticali non sono esenti; la particella negativa m̄ (non) è variamente rappresentata da 毋, 呣 o 唔, tra gli altri. In altri casi, i caratteri sono inventati per rappresentare un particolare morfema (un esempio comune è il carattere non standard 亻因 i, che rappresenta il pronome personale "tu"). In aggiunta, alcuni caratteri hanno pronunce multiple e non collegate, adattate per rappresentare le parole hokkien, come 肉 per bah ("carne"), sebbene abbia anche letture colloquiali e letterarie distinte (rispettivamente hi̍k e jio̍k, lio̍k). Un altro caso è la parola "mangiare", chia̍h, che è spesso trascritto nei giornali e nei media taiwanesi come 呷 (una traslitterazione cinese, xiā, per approssimare il termine hokkien), anche se il suo carattere raccomandaro nei dizionari è 食.
In più, diversamente dal cantonese, l'hokkien non ha un insieme di caratteri standardizzati universalmente accettato. Così, c'è una qualche variazione nei caratteri usati per esprimere certe parole e i caratteri possono avere un significato ambiguo. Nel 2007, il Ministero dell'istruzione della Repubblica di Cina formulò e pubblicò un insieme di caratteri standard per superare queste difficoltà. Questi caratteri cinesi standard per scrivere l'hokkien taiwanese si insegnano ora nelle scuole a Taiwan.

### Romanizzazione
L'hokkien, specialmente il taiwanese, è trascritto a volte con l'alfabeto latino usando una delle varie ortografie romanizzate. Di queste la più popolare è il Pe̍h-ōe-jī (cinese tradizionale: 白話字; cinese semplificato: 白话字; pinyin: Báihuàzì). Il POJ fu sviluppato per la prima volta da missionari presbiteriani in Cina e in seguito dalla Chiesa Presbiteriana indigena di Taiwan; l'uso dell'ortografia è stato attivamente promosso a partire dalla fine del XIX secolo. Si vede anche l'uso di un'ortografia mista di caratteri Han e di romanizzazione, anche se resta poco comune. Esistono anche altre ortografie basate sul latino.
I testi minnan, tutti hokkien, possono essere fatti risalire al XVI secolo. Un esempio è la Doctrina Christiana en letra y lengua china, scritto presumibilmente dopo il 1587 dai Domenicani spagnoli nelle Filippine. Un altro è una sceneggiatura della dinastia Ming di un dramma chiamato Storia d'amore dello specchio di litchi (1566), ipoteteicamente il più antico testo colloquiale in min meridionale. L'Università di Xiamen ha anche sviluppato un sistema di romanizzazione basato sul Pinyin, che è stato pubblicato in un dizionario chiamato il Minnan Fangyan-Putonghua Cidian (閩南方言普通話詞典) e un libro per l'insegnamento della lingua, che si usa per insegnare la lingua agli stranieri e ai parlanti non cinesi. Questo sistema è noto come Pumindian.
Taiwan ha sviluppato anche un sistema di romanizzazione per l'hokkien taiwanese derivato dal Pe̍h-ōe-jī. È noto come Tai-lo e dal 2006 è stato ufficialmente promosso dal Ministero dell'istruzione di Taiwan e insegnato nelle scuole taiwanesi.

### Informatica

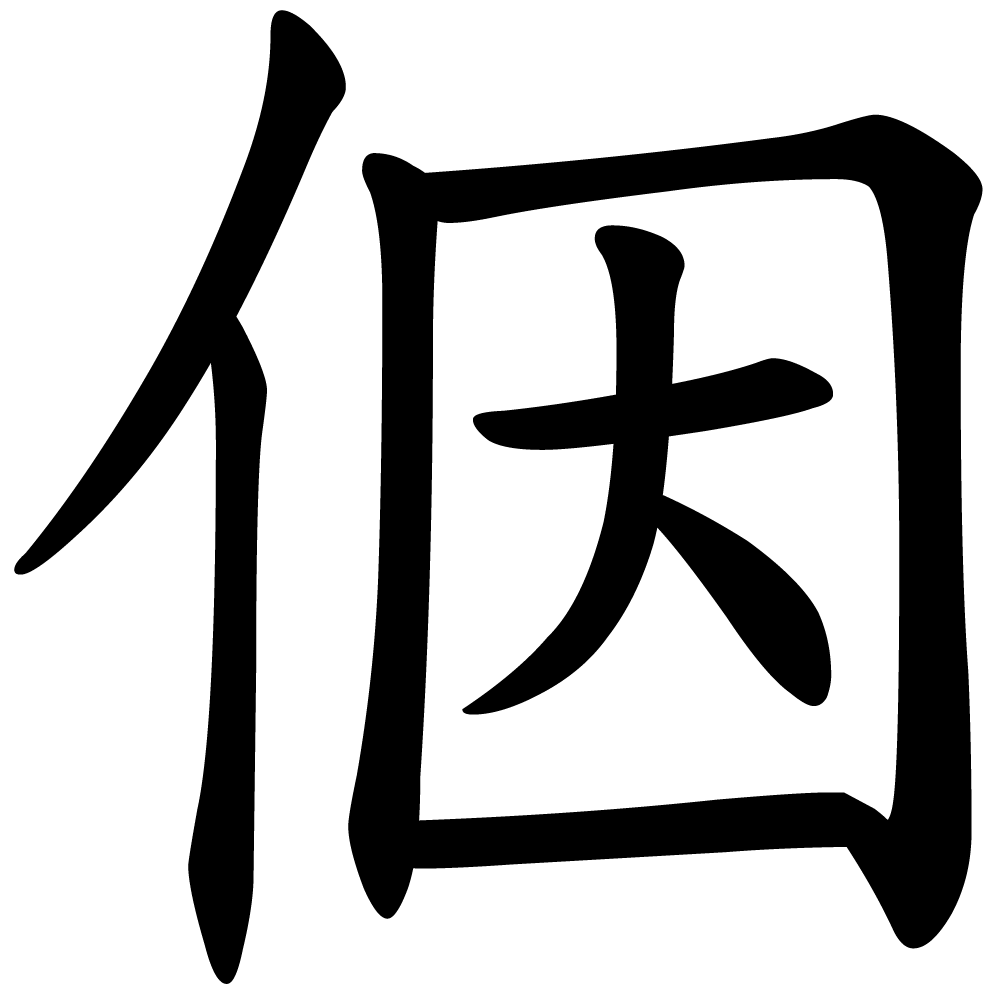
Il carattere per il pronome di seconda persona (tu/voi) in alcuni dialetti hokkien, 𪜶 (in), attualmente non è supportato dallo Standard Unicode.

L'hokkien è registrato come "min meridionale" per l'RFC 3066 con la codifica zh-min-nan.
Nello scrivere l'hokkien in caratteri cinesi, alcuni scrittori creano "nuovi" caratteri quando considerano impossibile usare direttamente o prendere in prestito quelli esistenti; questo corrisponde a pratiche simili nell'uso dei caratteri per il cantonese, il chữ nôm vietnamita, l'hanja coreano e il kanji giapponese. Tali caratteri infatti di solito non sono codificati nell'Unicode (o nel corrispondente ISO/IEC 10646: Universal Character Set), creando così problemi nell'elaborazione informatica.
Tutti i caratteri latini richiesti dal Pe̍h-ōe-jī possono essere rappresentati usando l'Unicode (o il ISO/IEC 10646: Universal Character Set), avvalendosi di caratteri precomposti o combinati (segni diacritici). Anteriormente al giugno 2004, la vocale affine ma più aperta della o, scritta con un punto in alto a destra, non era codificata. L'espediente consueto era di usare il carattere (autonomo; di spaziatura) punto mediano (U+00B7, ·) o meno comunemente il carattere combinato punto in alto (U+0307). Poiché queste soluzioni sono tutt'altro che ideali, a partire dal 1997 sono state presentate proposte al gruppo di lavoro ISO/IEC responsabile dell'ISO/IEC 10646 — ossia, ISO/IEC JTC1/SC2/WG2— per codificare un nuovo carattere combinato punto in alto a destra. Questo carattere è ora ufficialmente assegnato a U+0358 (vedere i documenti N1593, N2507, N2628,
N2699 Archiviato il 10 marzo 2021 in Internet Archive. e N2713). Ci aspetta che segua presto anche il supporto dei caratteri tipografici.